# Organización Negra
La Organización Negra fue un grupo de experimentación teatral creado en 1984 en Argentina por un grupo de estudiantes. Se caracterizaban por realizar un teatro no convencional, donde se salía del escenario e incluso del espacio teatral, representando obras en espacios públicos como en paradas de semáforos o el Obelisco.

## Orígenes
En 1984, un grupo de alumnos del Conservatorio Nacional de Arte Dramático de Buenos Aires, fundaron La Negra queriendo alejarse del método de enseñanza y actuación promovidos por programas oficiales. 
Inspirados por La Fura dels Baus, los estudiantes decidieron implementar la técnica de "teatro de choque" y elementos multimediales junto con una interacción con el público.
La primera obra de La Negra, llamada "La procesión papal", tuvo cuatro meses de producción y la acción transcurrió en la Calle Florida de Buenos Aires. El espectáculo simulaba una procesión y un atentado contra el Papa, mientras actores disfrazados se movían al ritmo de la música reproducida en grabadores transportados por ellos mismos.
Esta actuación demostró al público lo que La Organización Negra buscaba: generar una ruptura de las conveciones, impactar en los modos cristalizados de observar la realidad y fisurar la aceptada norma de vida social.

## Expresión

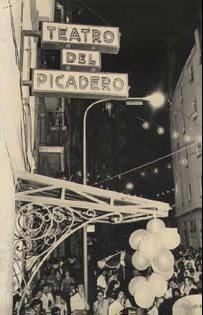
Teatro del Picadero: punto de partida del Teatro Abierto.

Al momento de creación de La Negra, en Buenos Aires existían dos corrientes de teatro experimental vinculados con intenciones revolucionarias o de transformación: el Teatro Callejero y el Teatro Abierto. Ambas corrientes tenían como objetivo recuperar del espacio urbano, denunciar la violencia del Proceso de Reorganización Nacional y reflexionar sobre el rol de la sociedad en los ámbitos históricos que se vivieron en la época. 
La Organización Negra intentó, desde su fundación, separarse de este "teatro social", concentrándose en desafiar los límites del teatro tradicional, y poniendo como eje central el cuerpo. El grupo buscaba estimular y "despertar" los sentidos de los cuerpos paralizados por el terror de la última dictadura.